# Emma Romer
Pour les articles homonymes, voir Romer.
Emma Romer, puis Emma Almond (1814-1868) est l'une des principales sopranos britanniques du XIXe siècle et, pendant trois ans, directrice et productrice de théâtre.

## Biographie
Emma Romer, née en 1813, est la fille de John Romer et d'Elizabeth Cooper, son épouse. Les Romer étaient une famille de comédiens : « Oncles ! Tantes ! Cousins ! Frères ! Sœurs ! - ont tous « senti la lampe » », comme le dit une publication contemporaine. Elle est élève à 15 ans de James Elliot, et plus tard de Sir George Smart. Selon le Dictionary of National Biography, une autre source indique qu'elle a d'abord étudié auprès d'un certain M. Watson, puis pendant une courte période auprès de Smart, et ensuite - les cours dépassant le budget de ce que la famille pouvait se permettre - chez Elliot. Sa première apparition au théâtre a lieu au Covent Garden Theatre le 16 octobre 1830, quand, dans le rôle de Clara dans The Duenna, elle y montre une puissante voix de soprano, de grand ambitus, avec un talent dramatique considérable. La fausseté et les difficultés techniques vocales de son art ont freiné son ascension dans un premier temps. Son talent - au moins dans ses premières années - aurait été limité par la qualité de ses professeurs.
En 1834, cependant, après être apparue à Covent Garden en tant que Zerlina dans Fra Diavolo et Rosina dans Le Barbier de Séville où elle fait sensation, elle est engagée à l'Opéra anglais, où elle crée les rôles d'Eolia dans The Mountain Sylph de John Barnett et Zulima dans Nourjahad d'Edward Loder, sous la direction de Samuel James Arnold. En hiver, elle retourne à Covent Garden, où, en 1835, en tant qu'Amina dans La sonnambula, elle « atteignit le sommet de l'échelle de la renommée », selon le Theatrical Observer. Mais elle refuse immédiatement après un rôle mineur et rompt son engagement avec Covent Garden. Par la suite, elle impressionne en tant qu'Agnès dans Der Freischütz et Liska dans Der Vampyr au Lyceum Theatre, en 1835.
En septembre 1835, elle épouse George Almond, un sous-traitant de l'armée. Après son mariage, elle apparait à Covent Garden en tant qu'Esmeralda dans Quasimodo, un pasticcio des grands maîtres. La mort de Maria Malibran en 1836 lui offre d'autres opportunités, et elle campe dès lors les rôles principaux dans l'opéra anglais et italien à Drury Lane, apparaissant dans Fair Rosamond (1837), The Maid of Artois, La Favorite, Robert le diable, The Bohemian Girl, Maritana et bien d'autres pièces.
En 1852, elle prend la direction du Surrey Theatre, où, pendant trois saisons, elle sort une série d'opéras en anglais. Après la mort de son mari, Emma Almond se retire de la profession et s'installe à Margate. Elle meurt à 54 ans, le 11 avril 1868, et est inhumée au cimetière de Brompton.

## Évaluation critique
Romer est décrite comme « l'une des principales sopranos de son temps dans l'opéra anglais » avec une grande voix de grande tessiture et est adulée du public.

## Famille
Son frère, Frank Romer, compositeur musical et membre d'une maison d'édition, est mort en 1889. Sa sœur Helen (morte en 1890) était l'épouse de Mark Lemon, écrivain, fondateur de Punch et The Field. Ann Romer (décédée en 1852), chanteuse aussi, épouse de William Brough, est la cousine germaine d'Emma Romer.

## Sources
Ouvrages cités
- (en) Margaret Harries Baron-Wilson, Our Actresses: Or, Glances at Stage Favourites, Past and Present, Volume 2, 65, Cornhill, London, England, Smith Elder & Co., 1844 (lire en ligne), p. 299–301
- (en) Jacky Bratton, The Making of the West End Stage: Marriage, Management and the Mapping of Gender in London 1830-1870, Cambridge, England, Cambridge University Press, 2011 (ISBN 9781139502221, lire en ligne), p. 106
- (en) Dale Cockrell, Excelsior: Journals of the Hutchinson Family Singers, 1842-1846, Pendragon Press, 1989 (ISBN 9780918728654, lire en ligne), p. 357
- (en) Louisa Miller Middleton, « Romer, Emma », dans Dictionary of National Biography, vol. 49, London, Lee, Sidney, 1897, Dictionary of National Biography, London, Lee, Sidney, 1885-1901  (Wikisource)

Attribution
(de) « Publications de et sur Emma Romer », dans le catalogue en ligne de la Bibliothèque nationale allemande (DNB).